# Филино (Чухломский район)
Филино — опустевшая деревня в Чухломском муниципальном районе Костромской области. Входит в состав Петровского сельского поселения

## География
Находится в северной части Костромской области на расстоянии приблизительно 22 км на восток-юго-восток по прямой от города Чухлома, административного центра района.

## История
Отмечена деревня была на карте 1840 года. В 1872 году здесь было учтено 15 дворов, в 1907 году —17.

## Население
Постоянное население составляло 104 человека (1872 год), 104 (1897), 104 (1907), 2 в 2002 году (русские 100 %), 0 в 2022.